# Parviz Ghelichkhani
Parviz Ghelichkhani (persan : پرویز قلیچ خانی) (né le 4 décembre 1945 à Téhéran en Iran) est un footballeur international iranien, qui évoluait au poste de milieu de terrain, avant de devenir entraîneur.
Opposé aux Pahlavi ainsi qu'au régime des Mollahs, il s'est également illustré pour sa carrière de journaliste politique et d'activiste (en s'opposant notamment à la peine de mort). Il vit aujourd'hui en France.

## Biographie

### Carrière en sélection
Avec l'équipe d'Iran, il joue 65 matchs (pour 13 buts inscrits) entre 1964 et 1977. 
Il figure dans le groupe des sélectionnés lors de la coupe d'Asie des nations de 1976, que son équipe remporte.
Il participe également aux JO de 1964, de 1972 et de 1976. Il joue 2 matchs en 1964, 3 en 1972 et enfin 3 en 1976.
Il dispute enfin 8 matchs comptant pour les tours préliminaires des coupes du monde 1974 et 1978.

## Palmarès
Avec l'Iran, il remporte la Coupe d'Asie des nations 1976 en battant le Koweït en finale.